# Canale de televiziune science-fiction
Aceasta este o listă de canale de televiziune care emit programe/emisiuni science-fiction:
- AXN Beyond
- AXN Sci-Fi

- Illusion On-Demand

- Sci Fi Channel (Australia)
- Sci Fi Universal (Polonia)
- Sci Fi Channel (România)
- Sci Fi Universal (Serbia)
- Sci Fi Channel (Franța)
- Space (canal TV)
- Syfy (America latină)
- Syfy (Regatul Unit)
- Syfy Universal (Asia)
- Syfy Universal (Benelux)
- Syfy Universal (Franța)
- Syfy Universal (Germania)
- Syfy Universal (Portugalia)
- Syfy Universal (Rusia)
- Syfy Universal (Spania)
- Universal Channel (Filipine)
- Zone Fantasy